# دانييل بودينسي
دانييل بودينسي (بالبرتغالية: Daniel Podence‏) (21 أكتوبر 1995 بأويرس في البرتغال - ) هو لاعب كرة قدم برتغالي في مركز جناح ‏. شارك مع منتخب البرتغال تحت 16 سنة لكرة القدم ومنتخب البرتغال تحت 18 سنة لكرة القدم ومنتخب البرتغال تحت 19 سنة لكرة القدم ومنتخب البرتغال تحت 20 سنة لكرة القدم. أما مع النوادي، فقد لعب مع سبورتينغ لشبونة ب، موريرينسي، أولمبياكوس وأخيرا نادي وولفرهامبتون واندررز الإنجليزي. انتقل حديثا لنادي الشباب السعودي

## وصلات خارجية
- دانييل بودينسي على موقع الاتحاد الأوربي (الإنجليزية)
- دانييل بودينسي على موقع قاعدة بيانات كرة القدم.إي يو (الإنجليزية)
- دانييل بودينسي على موقع ليكيب (الفرنسية)
- دانييل بودينسي على موقع ناشيونال فوتبول تيمز (الإنجليزية)
- دانييل بودينسي على موقع Soccerbase.com (لاعب) (الإنجليزية)
- دانييل بودينسي على موقع Soccerway.com (الإنجليزية)
- دانييل بودينسي على موقع عالم كرة القدم.نت (الإنجليزية)
- دانييل بودينسي على موقع AS.com (الإسبانية)